# Siats
Siats ist eine ausgestorbene Gattung theropoder Dinosaurier, die vor ca. 100 bis 94 Mio. Jahren während der frühen Oberkreide (Cenomanium) im heutigen Utah lebte – und somit der erste Neovenatoride, dessen Überreste in Nordamerika gefunden wurden.

## Merkmale
Die gefundenen Fossilien weisen Siats als zweibeinigen Fleischfresser aus. Die beschriebenen Überreste werden einem Jungtier zugeordnet, aufgrund von unverschmolzenen Wirbelbögen. Das Taxon kann durch sieben diagnostische Merkmale (darunter vier Autapomorphien) charakterisiert werden. Diese umschließen unter anderem die kurzen (ca. halb so hoch wie der Wirbelkörper) und breiten Dornfortsätze der Rückenwirbel und den dreieckigen Querschnitt einiger Halswirbel.

## Entdeckung und Namensgebung
Der erste Knochen eines Siats wurde 2008 durch eine Expedition des Field Museum of Natural History am Fuß des Cedar Mountain entdeckt. In den folgenden beiden Jahren fand man an gleicher Stelle weitere Überreste, darunter auch die eines mutmaßlich zweiten Exemplars.
Benannt wurde die Gattung nach einem menschenfressenden Monster aus einer Sage der Ute, amerikanischen Ureinwohnern, deren Siedlungsgebiet sich einst unter anderem über Utah erstreckte. Einzige bislang beschriebene Art und Typusart ist Siats meekerorum. Der Artname ehrt den Geologen John Caldwell Meeker und seine Tochter Lis, die als wissenschaftliche Hilfskraft an dem Projekt mitwirkte.

## Systematik
Siats wird innerhalb der Carnosauria in die Familie Neovenatoridae eingeordnet. Innerhalb dieser Familie bildet Siats zusammen mit Aerosteon, Megaraptor, Australovenator und Fukuiraptor die Gruppe Megaraptora. Die genaue Position von Siats in dieser Gruppe ist jedoch nicht sicher, weil die Überreste zu fragmentarisch sind. Es folgt ein Kladogramm nach Zanno & Makovicky (2013):
|  | Australovenator |
|  |                 |
|  | Fukuiraptor     |
|  |                 |

|  | Aerosteon  |
|  |            |
|  | Megaraptor |
|  |            |

|  | Australovenator |
|  |                 |
|  | Fukuiraptor     |
|  |                 |

|  | Aerosteon  |
|  |            |
|  | Megaraptor |
|  |            |

|  | Australovenator |
|  |                 |
|  | Fukuiraptor     |
|  |                 |

|  | Aerosteon  |
|  |            |
|  | Megaraptor |
|  |            |

|  | Australovenator |
|  |                 |
|  | Fukuiraptor     |
|  |                 |

|  | Aerosteon  |
|  |            |
|  | Megaraptor |
|  |            |

|  | Australovenator |
|  |                 |
|  | Fukuiraptor     |
|  |                 |

|  | Aerosteon  |
|  |            |
|  | Megaraptor |
|  |            |

|  | Australovenator |
|  |                 |
|  | Fukuiraptor     |
|  |                 |

|  | Aerosteon  |
|  |            |
|  | Megaraptor |
|  |            |

|  | Australovenator |
|  |                 |
|  | Fukuiraptor     |
|  |                 |

|  | Aerosteon  |
|  |            |
|  | Megaraptor |
|  |            |

|  | Australovenator |
|  |                 |
|  | Fukuiraptor     |
|  |                 |

|  | Aerosteon  |
|  |            |
|  | Megaraptor |
|  |            |